# Mustafa Hekimoğlu
Mustafa Erhan Hekimoğlu (Kağıthane, 22 april 2007) is een Turks voetballer die doorgaans speelt als spits. In december 2023 debuteerde hij voor Beşiktaş.

## Clubcarrière
Hekimoğlu speelde vanaf zijn tiende levensjaar in de jeugdopleiding van Beşiktaş. Hier tekende hij in november 2022 een profcontract tot medio 2026. Zijn debuut maakte hij op 14 december 2023, toen in de UEFA Conference League gespeeld werd tegen FC Lugano. Door doelpunten van Cenk Tosun en Emrecan Terzi werd met 0–2 gewonnen. Hekimoğlu mocht van coach Rıza Çalımbay in de eenenzestigste minuut invallen voor Jackson Muleka. Zijn contract werd in mei 2024 opengebroken en met een jaar verlengd tot medio 2027. Zijn eerste doelpunt voor Beşiktaş maakte de aanvaller op 3 augustus 2024, in de strijd om de Super Kupa tegen Galatasaray. Hij mocht van coach Giovanni van Bronckhorst invallen voor Ciro Immobile, die twee keer had gescoord. Ook Jonas Svensson was trefzeker geweest. Na een doelpunt van Rafa Silva was het slotakkoord voor Hekimoğlu: 0–5. Zijn contract werd in februari 2025 opengebroken en met een seizoen verlengd, tot medio 2028.

## Clubstatistieken
| Seizoen | Club     | Competitie | Competitie | Competitie | Beker | Beker | Internationaal | Internationaal | Totaal | Totaal |
| Seizoen | Club     | Competitie | Wed.       | Dlp.       | Wed.  | Dlp.  | Wed.           | Dlp.           | Wed.   | Dlp.   |
| ------- | -------- | ---------- | ---------- | ---------- | ----- | ----- | -------------- | -------------- | ------ | ------ |
| 2023/24 | Beşiktaş | Süper Lig  | 6          | 0          | 1     | 0     | 1              | 0              | 8      | 0      |
| 2024/25 | Beşiktaş | Süper Lig  | 20         | 2          | 5     | 1     | 7              | 0              | 32     | 3      |
| 2025/26 | Beşiktaş | Süper Lig  | 0          | 0          | 0     | 0     | 1              | 0              | 1      | 0      |
| Totaal  | Totaal   | Totaal     | 26         | 2          | 6     | 1     | 9              | 0              | 41     | 3      |

Bijgewerkt op 16 augustus 2025.

## Erelijst
| Türkiye Kupası | 1 | 2023/24 |
| Süper Kupa     | 1 | 2024    |